# Arguis
Arguis – gmina w Hiszpanii, w prowincji Huesca, w Aragonii, o powierzchni 62,75 km². W 2011 roku gmina liczyła 125 mieszkańców.